# قطعنامه ۲۰۶۶ شورای امنیت
قطعنامهٔ ۲۰۶۶ شورای امنیت سازمان ملل متحد سندی بین‌المللی دربارهٔ وضعیت در لیبریا است. این قطعنامه طی نشست شورای امنیت سازمان ملل متحد در تاریخ ۱۷ سپتامبر ۲۰۱۲ میلادی با ۱۵ رأی موافق، ۰ مخالف و ۰ ممتنع به تصویب رسید.